# 유학성
유학성(兪學聖, 1927년 2월 28일~1997년 4월 3일)은 대한민국의 군인 출신 정치인이다. 본관은 기계(杞溪)이며 경상북도 예천 출생이다.

## 생애
1949년 육군사관학교 정훈 1기로 육군 소위로 임관하여 6.25 전쟁에 참전하였고, 육군 주월 100군수사령관, 육군 제26사단장, 육군 전투발전사령관, 육군 동해안경비사령관, 육군본부 교육참모부장, 육군 제2군단장, 국방부 군수차관보, 육군 제3군사령관 등을 역임하였다.
국방부 군수차관보 재직 중이었던 1979년에는 전두환, 노태우 등의 신군부가 일으킨 12·12 군사 반란에 가담하였다. 12·12 후 육군 제3군사령관에 임명되었고, 이듬해 1980년 5·18 내란에 도의적 가담하였으며 그 후 국가보위비상대책위원회 위원, 국가보위입법회의 의원, 육군 제3군사령관을 거쳐 1980년 6월 11일 육군 대장으로 진급하고, 예편하였다. 중앙정보부장(1980년부터 국가안전기획부장)을 지냈고, 1982년 장영자·이철희 어음사기사건 후 허화평, 허삼수 등과 함께 직을 사임하였다.
1985년 반공연맹 이사장을 재직하던 중 제12대 국회의원(민주정의당, 전국구)으로 선출 되었고, 1988년에는 예천군 지역구에서 제13대 국회의원에 당선되어 국방위원장을 맡았으며, 3당 합당 이후 1992년 민주자유당 소속으로 국회의원에 당선되었으나 1993년 3월 재산공개 파문으로 의원직을 사퇴하였다.
이후 잠시 동안을 야인으로 지내다가 1996년 12·12 및 5·18 사건의 피고인으로 기소되어 제1심과 제2심에서 유죄선고를 받았으나, 대법원 상고심 재판 중인 1997년 4월 3일에 결국 사망함으로써 공소기각되어 유죄가 확정되지 않음으로 대전현충원에 안장되었다.

## 학력
- 1949년 대한민국 육군사관학교 정훈 1기
- 1950년 대한민국 육군보병학교 초등군사반 졸업
- 1951년 미국 육군보병학교 고등군사반 졸업
- 1952년 대한민국 육군포병학교 졸업
- 1953년 대한민국 육군기갑학교 졸업
- 1954년 대한민국 육군대학 졸업
- 1957년 단국대학교 정치학과 학사
- 1966년 고려대학교 경영대학원 경영학 석사
- 1973년 대한민국 국방대학원 행정학 석사

## 경력
- 1992 제14대 민주자유당 국회의원
- 1988 제13대 민주정의당 국회의원
- 1985 제12대 민주정의당 국회의원
- 1981 제11대 국가안전기획부 부장
- 1980 제11대 중앙정보부 부장
- 1979 국방부 군수차관보
- 1969 육군 제26사단장
- 1967 주월 한국군 제100군수사령부 사령관
- 1965 육본 인사참모부 인사관리처장
- 1963 25사단 70연대장

## 유학성을 연기한 배우들

### TV 드라마
- 이현두 - 1995년 (제4공화국) MBC 드라마
- 이치우 - 1995년 (코리아게이트) SBS 드라마
- 박영지 - 2005년 (제5공화국) MBC 드라마

### 영화
- 故 염동헌 - 2023년 (서울의 봄)[3] 유작

## 역대 선거 결과
|  | 35.2% |

|  | 63.06% |

|  | 60.73% |

## 같이 보기
- 황영시
- 차규헌